# Réducteur mécanique
 (décembre 2021).
La mise en forme du texte ne suit pas les recommandations de Wikipédia : il faut le « wikifier ».
Les points d'amélioration suivants sont les cas les plus fréquents. Le détail des points à revoir est peut-être précisé sur la page de discussion.
- Les titres sont pré-formatés par le logiciel. Ils ne sont ni en capitales, ni en gras.
- Le texte ne doit pas être écrit en capitales (les noms de famille non plus), ni en gras, ni en italique, ni en « petit »…
- Le gras n'est utilisé que pour surligner le titre de l'article dans l'introduction, une seule fois.
- L'italique est rarement utilisé : mots en langue étrangère, titres d'œuvres, noms de bateaux, etc.
- Les citations ne sont pas en italique mais en corps de texte normal. Elles sont entourées par des guillemets français : « et ».
- Les listes à puces sont à éviter, des paragraphes rédigés étant largement préférés. Les tableaux sont à réserver à la présentation de données structurées (résultats, etc.).
- Les appels de note de bas de page (petits chiffres en exposant, introduits par l'outil «  Source ») sont à placer entre la fin de phrase et le point final[comme ça].
- Les liens internes (vers d'autres articles de Wikipédia) sont à choisir avec parcimonie. Créez des liens vers des articles approfondissant le sujet. Les termes génériques sans rapport avec le sujet sont à éviter, ainsi que les répétitions de liens vers un même terme.
- Les liens externes sont à placer uniquement dans une section « Liens externes », à la fin de l'article. Ces liens sont à choisir avec parcimonie suivant les règles définies. Si un lien sert de source à l'article, son insertion dans le texte est à faire par les notes de bas de page.
- La présentation des références doit suivre les conventions bibliographiques. Il est recommandé d'utiliser les modèles {{Ouvrage}}, {{Chapitre}}, {{Article}}, {{Lien web}} et/ou {{Bibliographie}}. Le mode d'édition visuel peut mettre en forme automatiquement les références.
- Insérer une infobox (cadre d'informations à droite) n'est pas obligatoire pour parachever la mise en page.

Pour une aide détaillée, merci de consulter Aide:Wikification.
Si vous pensez que ces points ont été résolus, vous pouvez retirer ce bandeau et améliorer la mise en forme d'un autre article.
Pour les articles homonymes, voir Réducteur.
Un réducteur mécanique a pour but de modifier le rapport de vitesse ou le couple entre l’axe d’entrée et l’axe de sortie d’un mécanisme. Il utilise l'effet de levier. Il aura souvent un effet secondaire de rendre l'axe de sortie différent de l'axe d'entrée. Il existe de nombreux type de réducteurs, dont la plupart utilisent des engrenages. Des cordes, chaînes, courroies, etc. peuvent également être utilisées.
Plusieurs types de réducteurs existent.

## Réducteurs d’efforts physiques
Ces types de réducteurs comprennent :
- les treuils, palans et Moufles, à base de poulies, qui réduisent l’effort à produire sur une corde (câble, etc.) pour monter ou mouvoir une charge ;
- le système plateau/chaine/pignon de la bicyclette qui augmente l’effort sur les pédales, mais dont le dérailleur permet de réduire cette augmentation en modifiant le braquet du système pédalier/pignon de la roue arrière.

## Réducteurs de vitesses
Ces réducteurs, utilisés pour la transmission de mouvement dans les mécanismes, comprennent :
- la boîte de vitesses (automobile, moto, machine-outil, etc.) ;
- le moto-réducteur (moteur électrique + réducteur).

## Orientation des axes
L'orientation des axes peut présenter quatre configurations :
- soit l’axe moteur est déporté par rapport à l’axe de sortie : c’est le cas des réducteurs à engrenages des boîtes de vitesses traditionnelles ;
- soit l’axe moteur est dans l’axe de sortie : réducteur à engrenages planétaires, à satellites droits, coniques, train épicycloïdal, employés dans les moteurs ou turbopropulseur d’avion ;
- soit l’axe moteur est perpendiculaire à l’axe de sortie : réducteurs et moto-réducteurs par couple conique, roue et vis sans fin pour les installations industrielles, pont-différentiel d’automobile, etc. ;
- soit l’axe moteur est parallèle à l’axe de sortie : transmissions classiques telles que la transmission par poulies et courroie, par chaîne et pignons et par engrenages de tous types.

Chaîne et pignon.
Pignons droits.
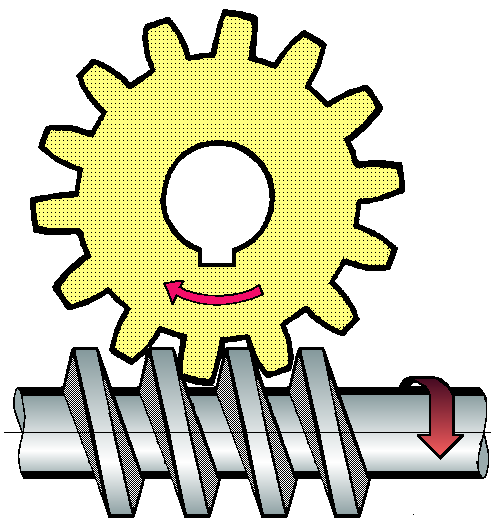
Roue et vis sans fin.
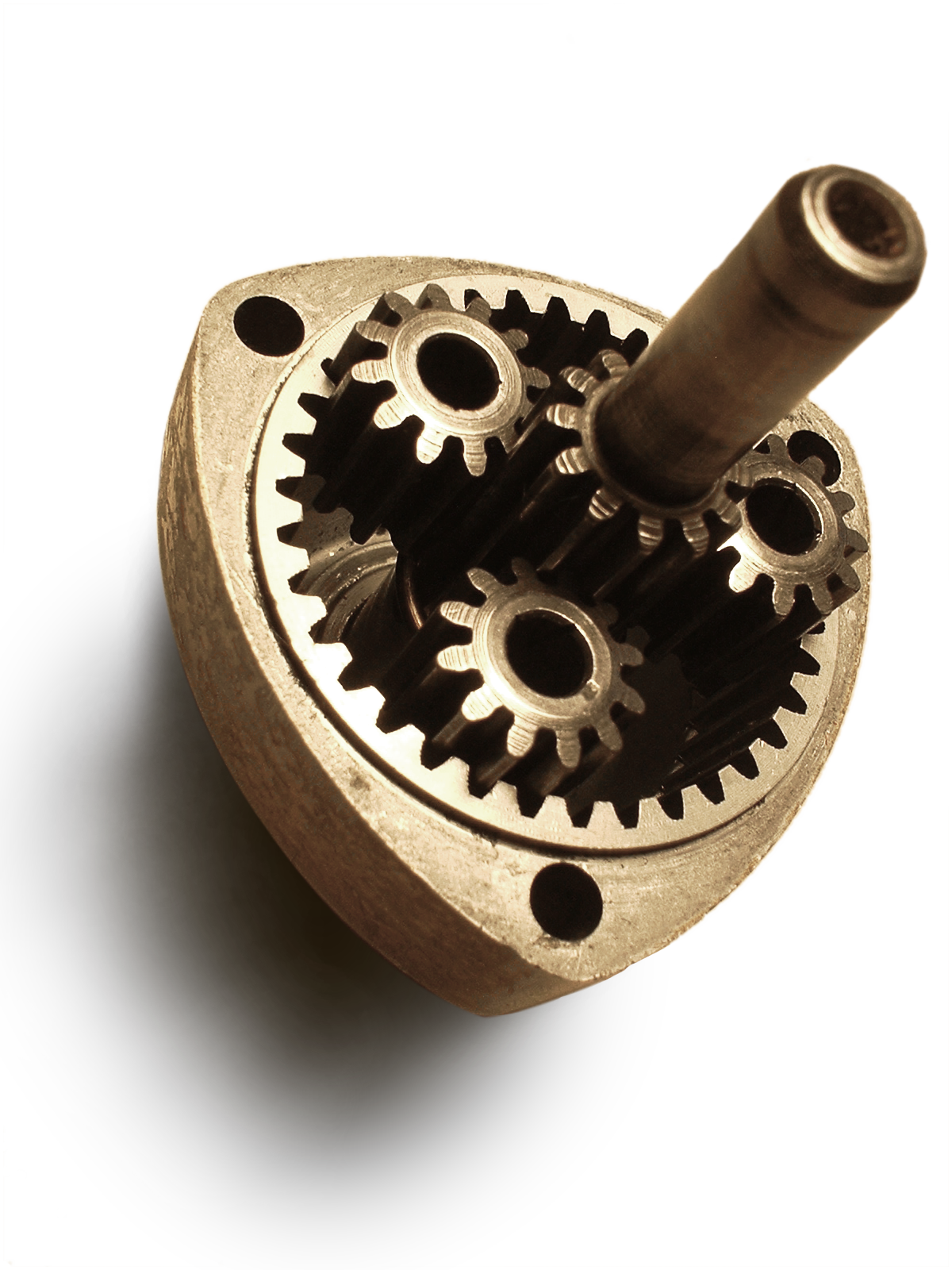
Train épicycloïdal.

## Motoréducteur
Le motoréducteur est un ensemble constitué d'un réducteur déjà équipé d’un moteur électrique et prêt à être monté sur les installations. En fonction du besoin, on trouve dans le commerce tous types de motoréducteurs, soit à axe moteur déporté, soit à axe perpendiculaire par rapport à l’axe de sortie (sortie mâle ou sortie femelle), celle-ci pouvant être à axe simple ou à axe double.
Utilisation
L’usage d’un réducteur est rendu nécessaire pour réduire la vitesse de rotation des moteurs électriques qui est généralement de 1 500 ou 3 000 tr/min (pour une fréquence d'excitation de 50 Hz). Ces moteurs peuvent être à courant continu pour les microréducteurs ou à courant alternatif pour les gros motoréducteurs industriels. Leur utilisation touche tous les domaines de la vie courante :
- microréducteur : manutention des volets roulants, lève-vitre auto, essuie-glace, modèles réduits, robotique, servomoteur, électroménager ;
- motoréducteur moyen : ouverture de portail, de barrière levante, réducteurs Hallflex pour machines-outils ;
- gros motoréducteur : ascenseur, monte-charge, téléphérique, télésiège, ascenseur à bateaux ;
- propulsion des aéronefs : réducteur planétaire entre la turbine et l’hélice pour un avion (turbopropulseur, réduction de 25 000 à 1 500/3 000 tr/min) ou entre la turbine et l’arbre des pales pour un hélicoptère (réduction de 25 000 à 200/400 tr/min).

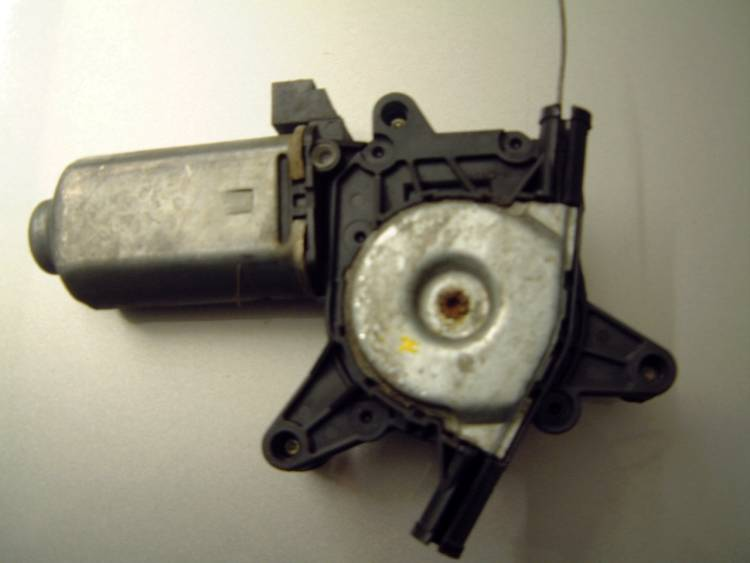
Lève-vitre d’automobile.